# گوستاو ودر
گوستاو ودر (انگلیسی: Gustav Weder؛ زادهٔ ۲ اوت ۱۹۶۱) ورزشکار بابسلد اهل سوئیس بود.